# Justo Nguema
Justo Nguema Nchama Ntutum (* 3. Dezember 1987 in Mongomo), auch in der Schreibweise Justo Nguema oder kurz Papú bekannt, ist ein ehemaliger äquatorialguineischer Fußballspieler auf der Position eines Mittelfeldspielers. Er war zuletzt für CD Elá Nguema und die äquatorialguineische Fußballnationalmannschaft aktiv.

## Karriere

### Verein
Seine Vereinskarriere begann Papú in seiner äquatorialguineischen Heimat, wo er bis ins Jahr 2006 im Kader des Hauptstadtklubs Renacimiento FC stand. Ob er dem Verein bereits davor angehörte, ist aus den Quellen hingegen nicht ersichtlich. Mit dem Hauptstadtklub gewann er in der Saison 2006, an der Seite von Lawrence Doe, José Bokung Alogo und Torhüter Silvestre Ecolo, seinen ersten Landesmeistertitel. 2007 wechselte Papú innerhalb der Liga zum Akonangui FC. Hier gewann er bereits in seiner Debütsaison, im Finale der Copa Equatoguineana gegen den Ligakonkurrenten Atlético Malabo (2:0), seinen ersten Nationalen Pokal. Nur ein Jahr später gelang ihm mit der Mannschaft seine zweite äquatorialguineische Meisterschaft. Zur Saison 2009 wechselte Papú erneut innerhalb der Liga zum Hauptstadtklub CD Elá Nguema. In seiner ersten Spielzeit für den Verein gelang ihm an der Seite von Ibrahim Agbo, Bertrand Babemo und Torhüter Felipe Ovono der Gewinn seiner dritten Landesmeisterschaft. Zwei Jahre später folgte sein vierter äquatorialguineischer Meistertitel, der auch in der Folgesaison erfolgreich verteidigt werden konnte. 2013 wurde Papú mit den Hauptstädtern äquatorialguineischer Vizemeister. Ein Jahr später beendete er nach Gewinn seiner 6. Landesmeisterschaft seine aktive Karriere im Vereinsfußball.

### Nationalmannschaft
Sein Debüt für die äquatorialguineische Fußballnationalmannschaft gab Papú am 3. September 2006, im Rahmen der Qualifikation zur Afrikameisterschaft 2008 unter den damaligen Trainer Antônio Dumas, gegen die Mannschaft aus Liberia. Erst zwei Jahre später wurde er wieder in den Kader der Nationalmannschaft berufen. Im Qualifikationsspiel zur Fußball-Weltmeisterschaft 2010 gegen die Mannschaft aus Südafrika (0:1) ersetzte er in der 46. Minute Mittelfeldspieler Oscar Amoabeng. Ein Jahr später folgten Einsätze in den Freundschaftsspielen gegen die Mannschaften aus Kap Verde (5:0), Mali (3:0) und Estland (3:0) die jedoch alle mit einer Niederlage endeten. Das Spiel gegen die Auswahl von Estland am 6. Juni 2009 war gleichzeitig auch sein letzter Einsatz im Trikot der Nzalang Nacional.

### Erfolge
Verein
- Äquatorialguineischer Meister: 2006, 2008, 2009, 2011, 2012, 2014
- Äquatorialguineischer Pokalsieger: 2007